# San Pedro kommun, Mexiko
San Pedro är en kommun i Mexiko.   Den ligger i delstaten Coahuila, i den centrala delen av landet, 800 km nordväst om huvudstaden Mexico City.
Följande samhällen finns i San Pedro:
- Concordia
- Tacubaya
- Alejo González
- San Marcos
- Veinte de Noviembre
- El Estribo
- Ignacio Zaragoza
- Emiliano Zapata
- Sofía de Arriba
- Vega Larga
- Santa Brígida
- Progreso
- Santa Eulalia
- El Gatuño
- Aquiles Serdán
- Patrocinio
- La Carolina
- Diez de Mayo
- Nueva Victoria
- Presa de Cleto
- Candelaria
- Panamá
- Gabino Vázquez
- Lagos de Moreno
- Emiliano Zapata